# Via Floriańska
Via Floriańska o Via San Floriano (in polacco: Ulica Floriańska w Krakowie) è una delle vie principali del centro storico di Cracovia e una delle vie più famose della città.
La via fa parte dell'ordinaria pianta a scacchiera di Stare Miasto (il centro storico), la città dei mercanti che si estende lungo il cuore medievale della città, la quale fu ricostruita nel 1257 a seguito della distruzione della città durante l'invasione tataro-mongola del 1241.

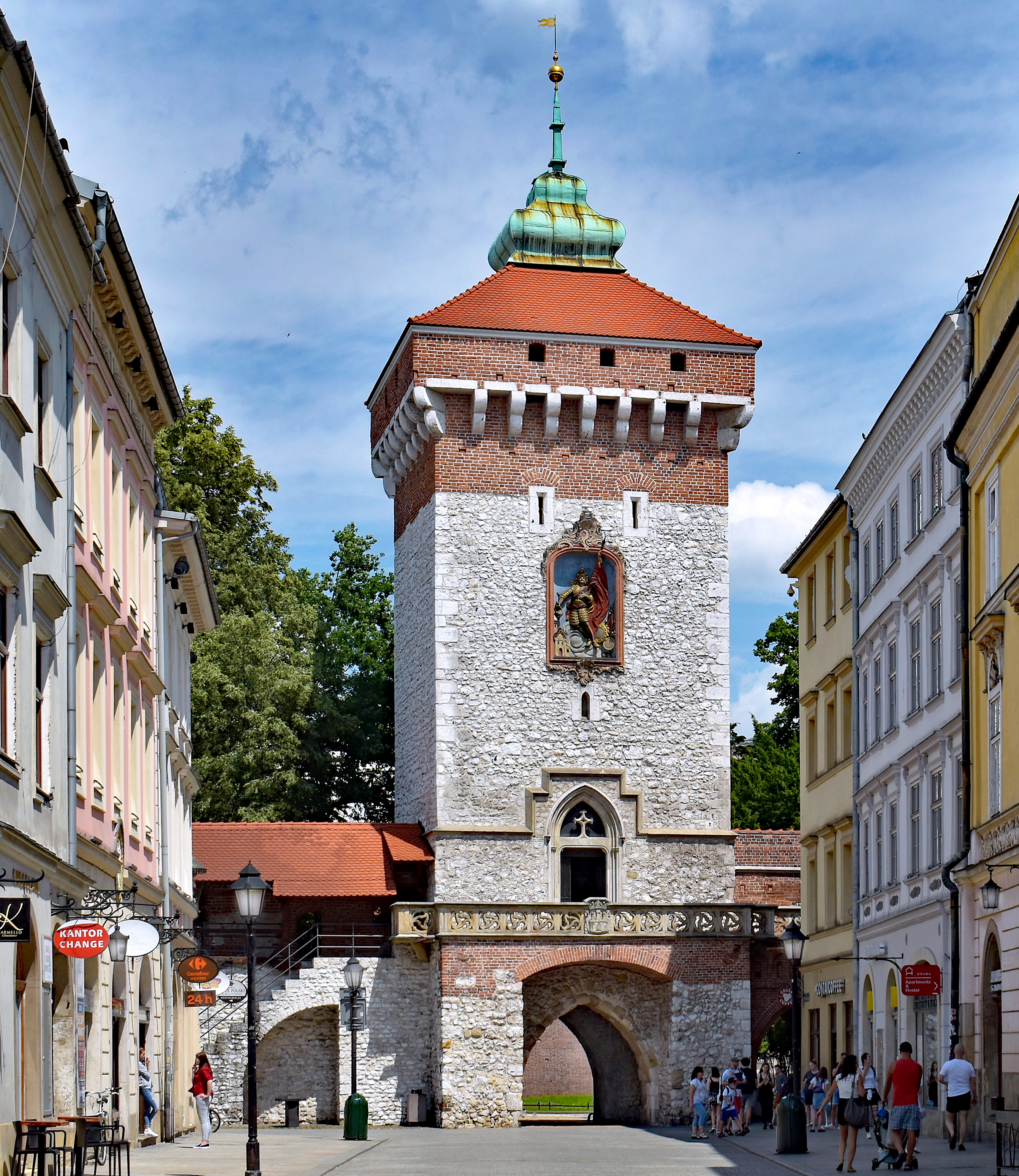
Porta di San Floriano
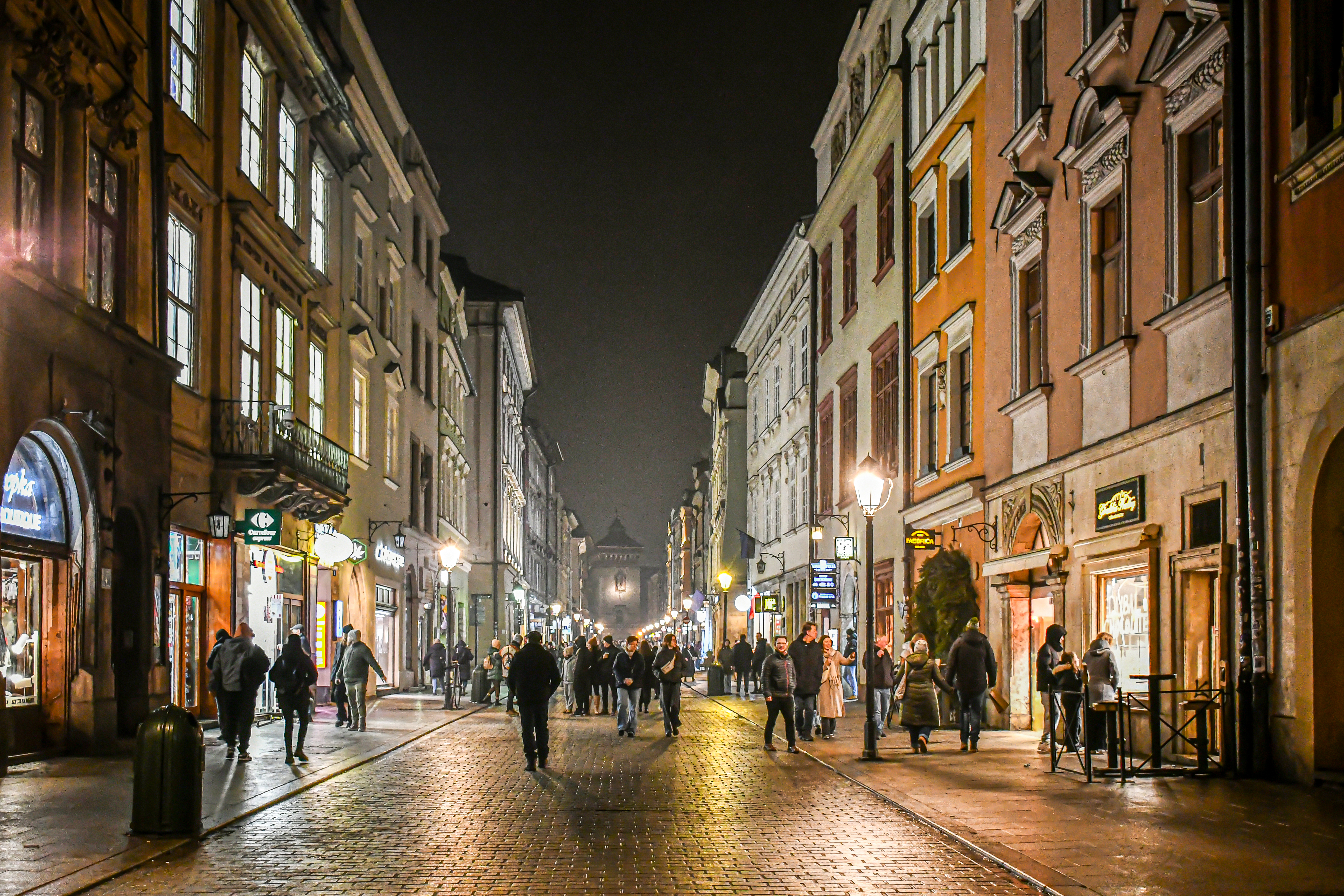
Vista da sud di notte (2025)